# 断纹蛙鳚
断纹蛙鳚（学名：Istiblennius interruptus）为鳚科蛙鳚属的鱼类。分布于台湾岛等。该物种的模式产地在Kajeli、Buru。